# 89 (nombre)
« Quatre-vingt-neuf » et « Huitante-neuf » redirigent ici. Pour l'année, voir 89.
Le nombre 89 (quatre-vingt-neuf, huitante-neuf ou octante-neuf) est l’entier naturel qui suit 88 et qui précède 90.

## En mathématiques
Le nombre 89 est :
- Le 24e nombre premier, suivant 83 et précédant 97.
- Le 19e nombre premier non brésilien (le suivant est également 97).
- Un nombre premier de Sophie Germain. C’est le plus petit nombre premier de Sophie Germain qui commence une chaîne de Cunningham de première espèce de six termes, {89, 179, 359, 719, 1439, 2879}.
- Un nombre de Fibonacci. On peut de plus remarquer que d'après l'expression de la série génératrice de la suite de Fibonacci,{\displaystyle {\frac {1}{89}}=\sum _{n=1}^{\infty }{F_{n}\times 10^{-(n+1)}}.}
- Les chiffres le composant en base 10, se suivent : 8 et 9.

## Dans d'autres domaines
Le nombre 89 est aussi :
- Le numéro atomique de l’actinium, un actinide.
- le numéro de la sourate Al-Fajr dans le Coran.
- Le numéro de l’Interstate 89, une autoroute qui part de l’État du New Hampshire jusqu’à l’État du Vermont.
- Le numéro de la route européenne E89 qui part de Gerede jusqu’à Ankara en Turquie.
- Le numéro de l’autoroute française A89 qui part de Lyon pour atteindre Bordeaux.
- L’identifiant ISBN pour les livres publiés en Corée.
- Le no  du département français de l’Yonne.
- Rue89 est un site internet d’actualités.
- Au rugby à XV, une « 89 » est une combinaison classique en mêlée fermée : une fois que le ballon lui arrive, le troisième ligne centre (no 8) se détache du reste de la mêlée et s'en saisit, pour ensuite passer au demi de mêlée (no 9) resté en arrière du pack.
- Années historiques : -89, 89,1789 ou 1989.